# Стшельці-Великі (гміна)
Гміна Стшельце-Вельке (пол. Gmina Strzelce Wielkie) — сільська гміна у центральній Польщі. Належить до Паєнчанського повіту Лодзинського воєводства.
Станом на 31 грудня 2011 у гміні проживало 4742 особи.

## Площа
Згідно з даними за 2007 рік площа гміни становила 77.66 км², у тому числі:
- орні землі: 82.00%
- ліси: 10.00%

Таким чином, площа гміни становить 9.66% площі повіту.

## Населення
Станом на 31 грудня 2011:
| Опис     | Загалом | Загалом | Чоловіки | Чоловіки | Жінки | Жінки |
| -------- | ------- | ------- | -------- | -------- | ----- | ----- |
| одиниця  | осіб    | %       | осіб     | %        | осіб  | %     |
| все      | 4742    | 100     | 2358     | 49.73    | 2384  | 50.27 |
| міське   | 0       | 100     | 0        |          | 0     |       |
| сільське | 4742    | 100     | 2358     | 49.73    | 2384  | 50.27 |

## Сусідні гміни
Гміна Стшельце-Вельке межує з такими гмінами: Ладзіце, Льґота-Велька, Нова Бжезниця, Паєнчно, Сульмежице.